# Heinrich Schulz-Beuthen
Heinrich Schulz-Beuthen   (Bytom, 19 de juny de 1838 - Dresden, 12 de març de 1915) fou un compositor del Romanticisme alemany.
Seguint els desitjos de la seva família, estudià la carrera d'enginyer, però des de molt jove cultivà la música i va compondre fragments per a orquestra, per a piano i lieder. L'èxit que aconseguí el 1862 la seva opereta Tridolin el decidí a dedicar-se per complet a la música i llavors entrà al Conservatori de Leipzig on fou deixeble de Riedel, i cursà oficialment els seus estudis. El 1867 es dirigí a Zuric, on assolí una excel·lent reputació tant com a professor o com a compositor.
Prolífic compositor, cultivà tots els generes, sent autor de 8 simfonies, -(una d'elles dedicada a Joseph Haydn)- que tingueren d'esser publicades a Zúric; quatre òperes; diversos poemes simfònics, i nombroses obres de gènere religiós. De les simfonies la més celebrada per la crítica alemanya fou la segona titulada Sieges-Sinfonie. En la seva estada a Dresden (1881-1894) practicà la pedagogia musical tenint entre altres alumnes l'austríac Theodor Streicher i l'alemany Franz Curti. El 1894 s'establí a Viena durant un temps.

## Relació no exhaustiva d'obres
- Der Zanberschlaf (1879);
- Es ist nicht gut, dass der mensch allein sei;
- Die Toteninsel;
- diverses escriptures i altres obres per a orquestra;
- Salm 13, a cappella, i els 125, 152 i 153, per a solos, cor i orquestra;
- Harold, per a baríton cor i orquestra;
- Sonata heroica;
- Alhambre sonata;
- Ungarisches Ständchen, i d'altres peces per a piano, així com cors i melodies vocals.